# Ian MacDonald
Ian MacCormick (3 de octubre de 1948 – 20 de agosto de 2003), quien escribía bajo el seudónimo Ian MacDonald, fue un crítico de música y autor británico, conocido por haber escrito una detallada historia de The Beatles y The New Shostakovich, un estudio controvertido sobre el compositor ruso Dmitri Shostakóvich.

## Publicaciones
- Revolution in the Head: The Beatles' Records and the Sixties. ISBN 1-84413-828-3
- The New Shostakovich (1990). ISBN 0-19-284026-6 (reimpreso y actualizado en 2006)
- The People's Music (2003)